# Palasca
Palasca (in corso Palasca) è un comune francese di 145 abitanti situato nel dipartimento dell'Alta Corsica nella regione della Corsica.

## Società

### Evoluzione demografica
Abitanti censiti

## Infrastrutture e trasporti
Palasca è servita dall'omonima fermata ferroviaria posta sulla linea a scartamento metrico Ponte Leccia – Calvi della rete corsa. È fermata facoltativa dei servizi locali CFC Ponte Leccia – Calvi.